# Alesha Deesing
Alesha Deesing est une joueuse de volley-ball américaine née le 10 septembre 1985 à Reno (Nevada). Elle mesure 1,88 m et joue au poste de centrale.

## Clubs
| Club                              | De        | À         |
| --------------------------------- | --------- | --------- |
| University of Washington          | 2004-2005 | 2007-2008 |
| VfB Suhl                          | 2008-2009 | 2008-2009 |
| Agrupación Deportiva A Pinguela   | 2009-2010 | 2009-2010 |
| Club Voleibol Ciutadella          | 2010-2010 | 2010-2010 |
| Istres Ouest Provence Volley-Ball | 2010-2011 | 2010-2011 |
| Béziers Volley                    | 2011-2012 | 2013-2014 |
| Volley Bergamo                    | 2014-2015 | …         |

## Palmarès
- Championnat de France
  - Finaliste : 2013.